# قائمة حظر التدخين
يعد حظر التدخين سياسة عامة، بما في ذلك القوانين الجنائية وأنظمة السلامة والصحة المهنية، والتي تحظر تدخين التبغ في أماكن معينة. تختلف القوانين المتعلقة بأماكن تدخين الناس في جميع أنحاء العالم. الصين والولايات المتحدة، عضوان من خمسة أعضاء دائمين في مجلس الأمن التابع للأمم المتحدة، ليس لديهما حظر على التدخين على مستوى البلاد يغطي جميع الأماكن المغلقة العامة، في حين أن الأعضاء الثلاثة الباقين، فرنسا وروسيا والمملكة المتحدة، جميعهم لديهم قوانين وطنية تمنع التدخين في كثير من الأماكن المغولقه.

## حظر التدخين حسب الدولة
البحرين
في عام 2008، ضمت حكومة البحرين قوانين لمكافحة التدخين في الأماكن العامة المغلقة، بما في ذلك المطاعم والمقاهي وصالونات الحلاقة ومراكز التسوق ووسائل النقل العام. سُلط الضوء على القانون من خلال حظر التدخين في السيارات الخاصة عند وجود أطفال.

يمكن تنفيذ القانون من خلال النقاط التالية:
1-زراعة وتصنيع التبغ في البحرين.
2-ماكينات بيع السجائر.
3-يُباع التبغ لمن تقل أعمارهم عن 18 عامًا.
4-استيراد منتجات التبغ التي يمكن مضغها.
5-التدخين في الأماكن العامة المغلقة، بما في ذلك المطارات والفنادق ومحلات السوبر ماركت والمدارس.
6-يجب عرض لافتات «ممنوع التدخين» في مكان بارز حيث يكون هناك حظر.
الكويت
حظرت الكويت التدخين داخل الأماكن العامة المغلقة اعتبارًا من 2012، بما في ذلك المطاعم والمقاهي والفنادق، لكنها استثنت محلات الشيشة. في عام 2015، نظرت الإدارة العامة للمرور في الكويت بحظر التدخين في أثناء القيادة، والذي يعتبر السبب الرئيسي للحوادث في الكويت. في فبراير 2016، حُظر التدخين في مراكز التسوق بغرامة قدرها 50 دينارًا كويتيًا لأول مرة و 100 دينار كويتي للمرة الثانية. في حين يتعرض أصحاب المطاعم والمقاهي داخل المولات لغرامة قدرها 5000 دينار إذا ضُبط شخص يدخن داخل مرافقه.
سوريا
بوجِب المرسومِ التشريعيِّ رقم 62 لِعامِ 2009 والذي دخلَ حيزَ التنفيذِ في نيسان 2010، تمّ حظرُ التدخينِ في الأماكنِ العامّة و وسائطِ النقلِ في جميعِ انحاء سوريا. و قد شملَ القرارُ أماكنَ تقديمِ الطعامِ أو المشروبات. و يعاقَبُ المخالفونَ بغرامةِِ مقدارها 2000 ليرة سورية. 
لبنان
اعتبارًا من 3 سبتمبر 2012، حظر التدخين في الأماكن العامة المغلقة مثل المطاعم والمقاهي والفنادق. أي شخص ينتهك هذا الحظر سيُفرض عليه غرامة تزيد عن 100 دولار، وسيتم فرض غرامة على المطعم أو المقهى أو الفندق تتراوح بين 1300 دولار و 4000 دولار.
إيران
حُظر التدخين في إيران في جميع الأماكن العامة منذ عام 2007. ويشمل ذلك جميع الهيئات الحكومية والفنادق والمطاعم. يحظر القانون أيضًا تدخين الشيشة التقليدية (غليون) التي كانت شائعة في مقاهي الشاي الإيرانية. جرى تطبيق حظر التدخين على جميع سائقي السيارات في جميع أنحاء البلاد في مارس 2006، وعلى الرغم من أن المخالفين يمكن أن يواجهوا غرامات، فقد جرى تجاهل الحظر على نطاق واسع. يحظر بيع منتجات التبغ لأي شخص يقل عمره عن 18 عامًا ويعاقب عليه بمصادرة منتجات التبغ من البائع وغرامة.
الأردن
يُمنع التدخين في المستشفيات والمراكز الصحية والمدارس ودور السينما والمسارح والمكتبات العامة والمتاحف والمباني العامة الحكومية وغير الحكومية ووسائل النقل وقاعات الوصول والمغادرة في المطارات والملاعب المغلقة وقاعات المحاضرات.في 14 أبريل 2015، أغلقت ثلاثة مقاهي لانتهاكها قوانين حظر التدخين وذهب أصحابها إلى المحكمة.
قطر
فرضت العاصمة القطرية، الدوحة، قيودًا على التدخين في الأماكن العامة أو المغلقة في عام 2002. وقد منع القانون أصحاب المتاجر من البيع للقاصرين وحظر تمامًا إعلانات التبغ في البلاد وعاقب المخالفين بغرامات باهظة. ومع ذلك، فإن القانون يُنتهك خاصة من قبل الشباب.
المغرب
أقر مجلس النواب المغربي بالإجماع قانون منع التدخين المتعلق بالأماكن العامة في 26 يونيو 1995.
فرنسا
التدخين ممنوع في جميع الأماكن العامة المغلقة (المحطات، المتاحف، المطاعم، المقاهي، إلخ.) تخضع المؤسسات التي تحمل علامة "Tabac" لنفس اللوائح الصارمة. هذه العلامة تعني فقط أنهم مرخصون من الدولة لبيع منتجات التبغ.
باكستان
دخل مرسوم حظر التدخين وحماية صحة غير المدخنين لعام 2002 حيز التنفيذ في 30 يونيو 2003. ويتضمن القانون الجوانب التالية: تقييد استخدام التبغ في المباني العامة ووسائل النقل، والحد من الإعلان عن التبغ، وحظر بيع التبغ في نطاق 50 مترًا من المؤسسات التعليمية، والتي تتطلب عرض لافتات «ممنوع التدخين» في الأماكن العامة والمباني العامة ووسائل النقل.